# 常设国际法院
常设国际法院（Permanent Court of International Justice）是第一次世界大战后国际联盟创立的通过运用法律手段解决各个国家之间争端的国际司法机关。1922年2月在海牙正式宣告成立，起初由11名法官和4名候补法官组成，1929年取消候补法官并将法官增至15名。国际常设法院与常设仲裁法院并存，前者处理司法和咨询案件，后者从事仲裁，两者的关系是前者的法官候选人由后者的国家团体（即常设仲裁法院每个缔约国派出的至多4名法学家）提出，前者的法官由国际联盟行政院和大会选出终身任职。
由于二战的爆发，1940年起法院实际已经停止了全部司法审判活动。第二次世界大战后，1946年在联合国领导下成立了国际法院，取代了常设国际法院。常设国际法院在形式上以全体法官1946年辞职而宣告解散。
法院存在期间共处理诉讼案件65件，其中作出判决的为33件；受理并提出咨询意见28项。